# Andris Bērziņš (presidente de Letonia)
Andris Bērziņš (Nītaure, República Socialista Soviética de Letonia, Unión Soviética, 10 de diciembre de 1944) es un empresario y político letón. Fue presidente de Letonia desde el 8 de julio de 2011 hasta el 8 de julio de 2015. Desde 1993 hasta 2004, fue el presidente del banco Unibanka.

## Biografía
Está casado con Dace Seisuma. Aparte de su idioma natal, habla también inglés, alemán y ruso.

## Política
Se postuló para la alcaldía de Riga por la Unión de Verdes y Campesinos siendo derrotado. En 2010 fue elegido diputado de la Saeima por la Unión de Verdes y Campesinos.
El 23 de mayo de 2011 fue nominado como candidato presidencial por cinco diputados de la Unión de Verdes y Campesinos.
En la primera ronda de la elección (2 de junio de 2011), Bērziņš recibió 50 votos a favor y 48 en contra, mientras que Valdis Zatlers obtuvo el 43 de y 55 en contra (99 votos emitidos los legisladores, pero no era válida), lo que significa que nadie fue elegido. En la segunda ronda, que se celebró más tarde en el mismo día, Bērziņš recibió 53 votos, de ganar las elecciones. Asumió el cargo de presidente de Letonia, el 8 de julio de 2011. Aunque ese mismo año, se separó de la Unión de Verdes y Campesinos y se convirtió en un político independiente, aun así manteniendo su cargo como presidente de Letonia.